# C級軟式飛行船
C級軟式飛行船
- 用途：哨戒機
- 分類：軟式飛行船
- 製造者：グッドイヤー、グッドリッチ他
- 運用者：アメリカ海軍、アメリカ陸軍
- 初飛行：1918年9月30日、ウィングフット湖
- 生産数：10隻
- 退役：1922年

C級軟式飛行船は、第一次世界大戦後まもなくしてアメリカ海軍により開発された哨戒用飛行船である。訓練用途には非常に適していたものの、哨戒行動には限定的な価値しか持たなかったB級軟式飛行船をもとに体系的な改良が施されている。この機はより大型で、2基の発動機を備え、より長大な航続距離を備えた。船体の生産は再びグッドイヤー社とグッドリッチ社の間で分けられた。操縦室はカーチス・エアロプレーン・アンド・モーター・カンパニーのバージェス部門と、セントルイス・エアークラフトコーポレーションが生産することとなった。全10隻のC級軟式飛行船は1918年に配備され、1919年と1920年には海軍の飛行船基地全てで従事した。1921年、「C-7」機はヘリウムで膨らまされた最初の軟式飛行船となった。1922年、海軍はC級軟式飛行船の最後の2隻、「C-7」および「C-9」のガスを抜き、しぼませた。

## 運用履歴
C級軟式飛行船は第一次世界大戦に登場するには遅すぎたが、様々な活動に用いられた。訓練用にはもとより、他に開発用途が存在した。「C-1」は飛行中に航空機を発進させた最初の飛行船であり、1918年12月12日、ニューヨーク州フォート・ティルデン上空で「C-1」はカーチスJN-4を投下した。C-1はさらに任務を試したが、これは海軍の飛行船が彼らの勤務の残りで果たせたものだった。それはフロリダ州キーウェストに飛び、そこで潜水艦が練習発射した魚雷を見つけ出すものだった。名の知られたC級軟式飛行船は「C-5」であるが、この機はカナダのセントジョンズに飛行した。ここではアメリカ海軍の保有する重航空機（空気より密度の大きな航空機）、カーチスNC飛行艇と競争で大西洋横断飛行が行われる計画だった。この計画は「C-5」が地上の乗員達の制御を離れて外洋へ吹き飛ばされたときに終わりを迎えた。C級軟式飛行船の2隻はアメリカ陸軍へ譲渡された。1919年7月2日、メリーランド州キャンプ・ホラバードに着陸途中の「C-8」は爆発を起こし、見物していた約80名の成人と子供を傷つけた。1マイル遠方の家屋の窓が爆風で割られた。1921年7月7日、アメリカ海軍の飛行船「C-3」は、バージニア州ノーフォークのハンプトンロード海軍航空基地で炎上した。

### その他
当初、アメリカの熱核爆弾であるファットマン（マークIII）の弾道特性は著しく悪かった。ロスアラモスの技術者達は、この兵器の厄介な外形を空気力学的に適した形に修正する努力を払い、マークIV核爆弾の弾体形状は、C級軟式飛行船の船体形状がベースとされた。

## 使用国
アメリカ合衆国
- アメリカ海軍

## 性能（標準数値）
主要諸元
- 乗員：4名
- 全長：59.76m
- 直径：12.80m
- 全高：16.46m
- 容量：5,125立方m
- 実用浮力：1,837kg
- 主機：イスパノ・スイザ、150馬力、2基

性能
- 最大速度：97km/h
- 巡航速度：64km/h
- 航続距離：2,320km
- 滞空能力：31時間30分
- 実用上昇限度：2,620m

兵装
- .303口径(7.7mm)ルイス機銃、1挺
- 122kg(270lb)爆弾、4発